# Лангар (джамоат Вахдат)
Лангар (Лангари боло; тадж. Лангар) — сельский населённый пункт в Сангворском районе РРП Таджикистана. Входит в состав сельской общины (джамоата) Вахдат. Расстояние от села до центра района (село Тавильдара) — 72 км, до центра джамоата (село Лоджург) — 8 км. Население — 493 человек (2017 г.), таджики. Население в основном занято сельским хозяйством (животноводство и растениводство). Земли орошаются главным образом водами горных источников.